# ISO 3166-2:CS
ISO 3166-2:CS은 지리 식별 부호(geocode)를 정의하는 ISO 표준인 ISO 3166-2의 일부이며, 세르비아 몬테네그로에 적용된다. 세르비아 몬테네그로가 세르비아, 몬테네그로로 분할되면서 삭제되었다.

## 식별 부호
| 코드  | 행적 구역       |
| ----- | --------------- |
| CS-CG | 몬테네그로      |
| CS-SR | 세르비아        |
| CS-KM | 코소보-메토히야 |
| CS-VO | 보이보디나      |